# Calmarza
Calmarza – gmina w Hiszpanii, w prowincji Saragossa, w Aragonii, o powierzchni 28,15 km². W 2011 roku gmina liczyła 77 mieszkańców.